# Leif Tissier
Leif Tissier (* 17. Dezember 1999 in Hamburg) ist ein deutscher Handballspieler. Er spielt für die TSV Hannover-Burgdorf in der Bundesliga.

## Karriere
Tissier begann das Handballspielen schon ganz früh im Alter von 3 Jahren beim TV Gut Heil Billstedt. Mit 11 Jahren wechselte er zum AMTV Hamburg. Zur Saison 2015/16 schloss er sich dem HSV Hamburg an. Der jetzige Trainer der ersten Mannschaft, Torsten Jansen, trainierte Leif Tissier bereits in der A-Jugend und war somit sein größter Förderer. Am 25. März 2017 stand Leif Tissier erstmals beim damaligen Drittligisten auf der Platte. Bei der 29:22-Niederlage gegen die Reserve der SG Flensburg-Handewitt musste er auf der für ihn ungewohnten Spielmacher-Position spielen. Doch er brachte sich schnell durch viele gute Akzente ins Spiel ein und konnte zwei Tore beisteuern. Schon damals zeigte Tissier, dass er sich auch im Herren-Bereich durchsetzen kann. Inzwischen hat er eine Führungsposition in der Mannschaft des Zweitligisten eingenommen. Mit dem Handball Sport Verein Hamburg stieg er 2021 in die Bundesliga auf.
Zur Saison 2025/26 wechselte Tissier zur TSV Hannover-Burgdorf.